# Stanțiine, Lenine
Stanțiine (în ucraineană Станційне) este un sat în comuna Bielinske din raionul Lenine, Republica Autonomă Crimeea, Ucraina.

## Demografie
Componența lingvistică a localității Stanțiine
     Rusă (76,74%)
     Ucraineană (14,73%)
     Tătară crimeeană (6,2%)
Conform recensământului din 2001, majoritatea populației localității Stanțiine era vorbitoare de rusă (76,74%), existând în minoritate și vorbitori de ucraineană (14,73%) și tătară crimeeană (6,2%).